# Onthophagus catharinensis
Onthophagus catharinensis là một loài bọ cánh cứng trong họ Bọ hung (Scarabaeidae).